# Lista de prêmios e indicações recebidos por Itzy
Esta é a lista de prêmios e indicações recebidos por Itzy, um grupo feminino sul-coreano formado pela JYP Entertainment, desde sua estreia em 2019.

## Prêmios e indicações
| Premiação                    | Ano  | Categoria                                           | Trabalho      | Resultado | Ref.          |
| ---------------------------- | ---- | --------------------------------------------------- | ------------- | --------- | ------------- |
| Asia Artist Awards           | 2019 | Revelação do Ano                                    | Itzy          | Venceu    | [ 1 ]         |
| Asia Artist Awards           | 2019 | Prêmio de Popularidade – Cantores                   | Itzy          | Indicado  | [ 1 ]         |
| Asia Artist Awards           | 2019 | Prêmio de Popularidade StarNews – Grupo Feminino    | Itzy          | Indicado  | [ 1 ]         |
| Asia Artist Awards           | 2020 | Prêmio de Febre do Momento                          | Itzy          | Venceu    | [ 2 ]         |
| Asia Artist Awards           | 2020 | Escolha AAA                                         | Itzy          | Venceu    | [ 2 ]         |
| Brand of the Year Awards     | 2019 | Ídolo Feminino Revelação do Ano                     | Itzy          | Venceu    | [ 3 ]         |
| BreakTudo Awards             | 2020 | Grupo Feminino de K-pop                             | Itzy          | Indicado  | [ 4 ]         |
| Dong-A.com's Pick            | 2019 | Ídolo Esperado para Crescer Bem                     | Itzy          | Venceu    | [ 5 ]         |
| Gaon Chart Music Awards      | 2019 | Novo Artista do Ano – Digital                       | Itzy          | Venceu    | [ 6 ]         |
| Gaon Chart Music Awards      | 2019 | Novo Artista do Ano – Álbum                         | Itzy          | Indicado  | [ 6 ]         |
| Gaon Chart Music Awards      | 2019 | Canção do Ano – Fevereiro                           | "Dalla Dalla" | Indicado  | [ 7 ]         |
| Gaon Chart Music Awards      | 2019 | Canção do Ano – Julho                               | "Icy"         | Indicado  | [ 7 ]         |
| Gaon Chart Music Awards      | 2020 | Canção do Ano – Março                               | "Wannabe"     | Indicado  | [ 8 ]         |
| Gaon Chart Music Awards      | 2020 | Canção do Ano – Agosto                              | "Not Shy"     | Indicado  | [ 8 ]         |
| Gaon Chart Music Awards      | 2020 | Escolha Feminina Global MuBeat                      | Itzy          | Indicado  | [ 8 ]         |
| Gaon Chart Music Awards      | 2020 | Revelação Mundial do K-Pop                          | Itzy          | Indicado  | [ 8 ]         |
| Genie Music Awards           | 2019 | O Melhor Artista                                    | Itzy          | Indicado  | [ 9 ] [ 10 ]  |
| Genie Music Awards           | 2019 | Novo Artista Feminino                               | Itzy          | Venceu    | [ 9 ] [ 10 ]  |
| Genie Music Awards           | 2019 | Prêmio de Popularidade da Música Genie              | Itzy          | Indicado  | [ 9 ] [ 10 ]  |
| Genie Music Awards           | 2019 | Prêmio de Popularidade Global                       | Itzy          | Indicado  | [ 9 ] [ 10 ]  |
| Golden Disc Awards           | 2020 | Daesang Digital                                     | "Dalla Dalla" | Indicado  | [ 11 ] [ 12 ] |
| Golden Disc Awards           | 2020 | Bonsang Digital                                     | "Dalla Dalla" | Venceu    | [ 11 ] [ 12 ] |
| Golden Disc Awards           | 2020 | Prêmio de Revelação do Ano                          | Itzy          | Venceu    | [ 11 ] [ 12 ] |
| Golden Disc Awards           | 2020 | Prêmio de Popularidade                              | Itzy          | Indicado  | [ 11 ] [ 12 ] |
| Golden Disc Awards           | 2020 | Prêmio NetEase Music Fans' Escolha Estrela de K-pop | Itzy          | Indicado  | [ 11 ] [ 12 ] |
| Golden Disc Awards           | 2021 | Bonsang Digital                                     | "Wannabe"     | Venceu    | [ 13 ]        |
| Golden Disc Awards           | 2021 | Álbum Bonsang                                       | "Not Shy"     | Indicado  | [ 13 ]        |
| Golden Disc Awards           | 2021 | Prêmio de Popularidade da Música QQ                 | Itzy          | Indicado  | [ 14 ]        |
| Golden Disc Awards           | 2021 | Prêmio de Popularidade Curaprox                     | Itzy          | Indicado  | [ 15 ]        |
| Korea First Brand Awards     | 2019 | Novo Artista Feminino                               | Itzy          | Venceu    | [ 16 ]        |
| Korean Music Awards          | 2020 | Melhor Canção Pop                                   | "Dalla Dalla" | Indicado  | [ 17 ]        |
| Korean Music Awards          | 2020 | Revelação do Ano                                    | Itzy          | Indicado  | [ 17 ]        |
| Melon Music Awards           | 2019 | 10 Melhores Artistas                                | Itzy          | Indicado  | [ 18 ] [ 19 ] |
| Melon Music Awards           | 2019 | Melhor Novo Artista – Feminino                      | Itzy          | Venceu    | [ 18 ] [ 19 ] |
| Melon Music Awards           | 2019 | Prêmio de Melhor Canção                             | "Dalla Dalla" | Indicado  | [ 18 ] [ 19 ] |
| Melon Music Awards           | 2019 | Melhor Dança – Feminino                             | "Dalla Dalla" | Indicado  | [ 18 ] [ 19 ] |
| Mnet Asian Music Awards      | 2019 | Artista do Ano                                      | Itzy          | Indicado  | [ 20 ] [ 21 ] |
| Mnet Asian Music Awards      | 2019 | Melhor Novo Artista Feminina                        | Itzy          | Venceu    | [ 20 ] [ 21 ] |
| Mnet Asian Music Awards      | 2019 | Top 10 da Escolha dos Fãs do Mundo Todo             | Itzy          | Indicado  | [ 20 ] [ 21 ] |
| Mnet Asian Music Awards      | 2019 | Artista Feminino Favorito de 2019                   | Itzy          | Indicado  | [ 20 ] [ 21 ] |
| Mnet Asian Music Awards      | 2020 | Ícone Mundial do Ano                                | Itzy          | Indicado  | [ 22 ]        |
| Mnet Asian Music Awards      | 2020 | Melhor Performance de Dança – Grupi Feminino        | "Wannabe"     | Indicado  | [ 22 ]        |
| Mnet Asian Music Awards      | 2020 | Canção do Ano                                       | "Wannabe"     | Indicado  | [ 22 ]        |
| MTV Europe Music Awards      | 2019 | Melhor Ato Coreano                                  | Itzy          | Indicado  | [ 23 ]        |
| Seoul Music Awards           | 2020 | Prêmio de Novo Artista                              | Itzy          | Venceu    | [ 24 ]        |
| Seoul Music Awards           | 2020 | Prêmio de Popularidade                              | Itzy          | Indicado  | [ 25 ]        |
| Seoul Music Awards           | 2020 | Prêmio Especial Hallyu                              | Itzy          | Indicado  | [ 25 ]        |
| Seoul Music Awards           | 2020 | Prêmio de Artista de K-Pop Mais Popular QQ Music    | Itzy          | Indicado  | [ 26 ]        |
| Seoul Music Awards           | 2021 | Descoberta do Ano                                   | Itzy          | Venceu    | [ 27 ]        |
| Seoul Music Awards           | 2021 | Revelação Lendária                                  | Itzy          | Indicado  | [ 28 ]        |
| Seoul Music Awards           | 2021 | Prêmio Bonsang                                      | Itzy          | Indicado  | [ 28 ]        |
| Seoul Music Awards           | 2021 | Prêmio de Popularidade                              | Itzy          | Indicado  | [ 28 ]        |
| Seoul Music Awards           | 2021 | Prêmio de Popularidade da Onda Coreana              | Itzy          | Indicado  | [ 28 ]        |
| Soribada Best K-Music Awards | 2019 | Prêmio de Revelação                                 | Itzy          | Venceu    | [ 29 ] [ 30 ] |
| Soribada Best K-Music Awards | 2019 | Prêmio de Artista Feminino Favorito                 | Itzy          | Indicado  | [ 29 ] [ 30 ] |
| Soribada Best K-Music Awards | 2020 | Prêmio de Novo Artista da Onda Coreana              | Itzy          | Venceu    | [ 31 ]        |
| The Fact Music Awards        | 2019 | Novo Líder                                          | Itzy          | Venceu    | [ 32 ]        |
| The Fact Music Awards        | 2020 | Melhor Performista                                  | Itzy          | Venceu    | [ 33 ]        |
| V Live Awards                | 2019 | O Artista Mais Amado                                | Itzy          | Indicado  | [ 34 ] [ 35 ] |
| V Live Awards                | 2019 | Top 5 Revelação Global                              | Itzy          | Venceu    | [ 34 ] [ 35 ] |